# Oakley (Bedfordshire)
Oakley è un paese di 2 438 abitanti della contea del Bedfordshire, in Inghilterra.